# Бразилска кухиња
Бразилска кухиња је скуп кулинарских пракси и традиција Бразила, а карактеришу је европски, амерички, афрички и недавно азијски (углавном јапански) утицаји. У великој мери варира у зависности од региона, одражавајући мешавину домаћег и имигрантског становништва у земљи, као и њену континенталну величину. Тиме је створена национална кухиња обележена очувањем регионалних разлика.
Састојци који су први користили домородци у Бразилу су индијски орах, маниока, гварана, асаји, кумару и тукупи. Одатле су бројни таласи имиграната донели нека од њихових типичних јела, замењујући недостајуће састојке локалним еквивалентима. На пример, европски имигранти (пре свега из Португала, Италије, Шпаније, Немачке, Холандије, Пољске и Украјине) били су навикнути на исхрану засновану на пшеници и у бразилску кухињу увели вино, лиснато поврће и млечне производе. Када кромпир није био доступан, открили су како да користе домаћу слатку маниоку као замену. Поробљени Африканци су такође имали улогу у развоју бразилске кухиње, посебно у приморским државама. Страни утицај се проширио на касније миграционе таласе - јапански имигранти су донели већину намирница које би Бразилци данас повезивали са азијском кухињом, и увели волијере великих размера, још у 20. веку.
Највидљивије регионалне кухиње припадају државама Минас Жераис и Баија. Кухиња Минас Жераиса има европски утицај на деликатесе и млечне производе као што су пасуљ тропеиро, пао де кеижо (хлеб од сира) и свеж сир Минас, као и на баијанску кухињу због присуства афричких деликатеса као што су акараже, абара и ватапа.
Коренасто поврће као што је маниока (локално познато као касава, аипим), јам и воће попут асаија, купуасу, манга, папаје, гуаве, наранџе, маракује, ананаса су међу локалним састојцима користи се у кувању.
Нека типична јела су фејжоада, која се сматра националним јелом земље, и регионална храна као што су беижу, феижо тропејро, ватапа, мокека капикаба, палента (из италијанске кухиње) и акараже (из афричке кухиње). Ту је и каруру, који се састоји од бамије, лука, сушених шкампа и пржених орашастих плодова (кикирики или индијски орашчићи), куваних са палминим уљем док се не постигне конзистенција налик намазу. Мокека Бајана је бразилско јело, које се састоји од споро куване рибе у палмином уљу и кокосовом млеку, парадајза, паприке, лука и белог лука, преливених коријандром.
Национални напитак је кафа, док је кашаса аутохтоно пиће Бразила. Кашаса се дестилује од ферментисаног мошта шећерне трске и главни је састојак националног коктела, кајпириња.
Лепиње од сира (пао де кеижо) и салгадињоси као што су пастејиз, кошињас, рисолис и кибех (из арапске кухиње) су уобичајени производи, док је кускус де тапиока (млевена тапиока) популаран десерт.

## Регионалне кухиње
Не постоји тачна "национална бразилска кухиња", али постоји низ различитих регионалних традиција и типичних јела. Ова разноликост је повезана са пореклом људи који насељавају свако подручје.
На пример, кухиња Баије је под јаким утицајем мешавине афричке, аутохтоне и португалске кухиње. Чили (укључујући чили сосове) и палмино уље су веома чести. У северним државама, међутим, због обиља шумских и слатководних река, риба, воће и маниока (укључујући брашно од маниоке) су основна храна. На дубоком југу, као у Рио Гранде до Сулу, утицај се више помера ка гаучо традицијама које деле са суседима Аргентином и Уругвајем, са многим производима на бази меса, због економије овог региона која се заснива на сточарству; роштиљ је локална традиција.

### Кухиња југоисточног Бразила
У Рио де Жанеиру, Сао Паулу, Еспирито Санту и Минас Жераису, фејжоада је популарна, посебно као ручак у среду или суботу. Такође се често конзумира млевено месо (буквално, коцкице меса) пиринач и пасуљ.
У Рио де Жанеиру, поред фејжоаде, популарно јело је било која варијација говеђег филета на жару, пиринча и пасуља, фарофа, прженог белог лука и прженог кромпира (португалски кромпир), који се обично назива филет а Освалдо Арања. Плодови мора су веома популарни у приморским областима, као и печена пилетина. Снажно португалско наслеђе такође је дало граду укус за болињос де бакалау, печени бакалар, које су једна од најчешћих уличних намирница. 
У Сао Паулу, типично јело је вирадо а паулиста, направљено од пиринча, вирадо де фејжо, прженог кеља, пржених платана или банана и свињских котлета. Сао Пауло је такође дом пастела, хране која се састоји од танких пецива умотаних око разних надева, а затим пржених у биљном уљу. Уобичајено је веровање да су настали када су јапански имигранти прилагодили рецепт пржених пролећних ролница да их продају као грицкалице на недељним уличним пијацама. Сао Пауло је такође познат по пармижијани.
У Минас Жераису, регионална јела укључују кукуруз, свињетину, пасуљ, пилетину (укључујући врло типично јело пилетину са бамијом или пилетину са бамијом), туту де фејжоа (пасуљ помешан са брашном од касаве) и локалне меко зреле традиционалне сиреве.
У Еспирито Санту, постоји значајан италијански и немачки утицај у локалним јелима, како сланим тако и слатким. Државно јело је, међутим, пореклом из Америке, под називом мокека капикаба, што је чорба од парадајза и рибе, традиционално припремљен у лонцу Гојабеирас. Америчка и италијанска кухиња су два главна стуба кухиње Капикаба. Јела од морских плодова, генерално, веома су популарна у Еспирито Санту, али за разлику од других америчких јела, употреба маслиновог уља је скоро обавезна. Бобо од шкампа, капикаба пита и палента су такође веома популарни.

### Кухиња северног Бразила
Кухиња овог региона, која укључује државе Акре, Амазонас, Амапа, Пара, Рондонија, Рораима и Токантинс, је под великим утицајем аутохтоне кухиње. У држави Пара постоји неколико типичних јела, укључујући:
Пато но тукупи (патка у тукупи) – једно од најпознатијих јела из државе Пара, повезано је са Círio de Nazaré, великом локалном римокатоличком прославом. Јело се прави од тукупи (жута чорба маниоке, добијена након процеса ферментације чорбе која је остала након уклањања скроба, од сировог млевеног корена маниоке, притиснутог крпом, са мало воде; ако се дода манива, маниокин самлевени спољни део који је отрован због изоцијанске киселине и тако мора да се кува неколико дана). Након кувања, патка се исече на комаде и кува у тукупи, где је неко време сос. Јамбу се скува у води са сољу, оцеди и ставља на патку. Служи се уз тортиље од белог пиринча и брашна од маниоке и кукуруза.

### Централно-западна Бразилска кухиња
У држави Гојас, пеки се користи у многим типичним намирницама, посебно у „пириначу куваном са пекијем“, и у грицкалицама, углавном као фил за пастел. Такође, мешавина пилетине и пиринча позната као пилетина је веома популарна.

### Кухиња североисточног Бразила
Кухиња североисточног Бразила је под великим утицајем афричке кухиње из приобалних области од Пернамбука до Баије, као и навике у исхрани аутохтоног становништва које је живело у региону. 
Ватапа је бразилско јело направљено од хлеба, шкампа, кокосовог млека, фино млевеног кикирикија и палминог уља изгњеченог у кремасту пасту.
Бобо де камарао је јело направљено од маниоке и шкампа.
Акараже је јело направљено од ољуштеног грашка формираног у куглу, а затим прженог у дубоком пржењу у дендеу (палмином уљу). Често се продаје као улична храна, сервира се подељено на пола, а затим се пуни ватапом и каруруом. Акараже је обично доступан и изван државе Баија, укључујући тржишта Рио де Жанеира.
У другим областима, западније или удаљеније од обале, јела највише подсећају на аутохтону кухињу, с тим да се много поврћа узгаја у том крају још пре доласка Португалаца. Примери укључују бајао де доис, направљен од пиринча и пасуља, сувог меса, путера, куеижо коаљо и других састојака. Жагери је такође у великој мери идентификован са североистоком, јер је карне де сол, пасока де пилао и боло де роло.
Тапиока сомун или тапиока палачинке се такође обично служе за доручак у неким државама, са пуњењем од кокоса, сира или кондензованог млека, путера и одређених врста меса. Могу се пунити и преливом за десерт.

### Кухиња јужног Бразила
У јужном Бразилу, због дуге традиције у сточарској производњи и велике немачке имиграције, црвено месо је основа локалне кухиње.
Поред многих јела од тестенина, кобасица и десерта уобичајених за континенталну Европу, чураско је израз за роштиљ (слично аргентинском или уругвајском асаду) који потиче из јужног Бразила. Садржи разноврсно месо које се може кувати на наменски направљеној „чураскеира“, роштиљу, често са носачима за ражњеве или ражњеве. Преносне „чураскеире” су сличне онима које се користе за припрему аргентинског и уругвајског асадоа, са носачем за роштиљ, али многе бразилске „чураскеире” немају роштиљ, већ само ражњиће изнад жара. Алтернативно, месо се може кувати на великим металним или дрвеним ражњевима који се ослањају на подлогу или забодени у земљу и печени са жаром дрвеног угља (може се користити и дрво, посебно у држави Рио Гранде до Сул).
Пошто су гаучоси били номади и живели су од земље, како нису имали начина да сачувају храну, гаучоси би се окупили након клања краве, и ражњили и кували велике порције меса одмах на ватри на дрва. Споро кувано месо подливено сопственим соковима и резултирало је нежним, ароматичним одресцима. Овај стил би наставио да инспирише многе савремене чураскарије које опонашају стил кувања где конобари доносе велике комаде печеног меса на столове и одрезују по жељи.
Чимарао је регионално пиће које се често повезује са имиџом гауча.

## Пића
Кашаса је домаће пиће Бразила, дестилисано од шећерне трске и главни је састојак националног пића, кајпириња. Остала пића укључују мате чај, чимарао и терере, кафу, воћни сок, пиво (углавном Пилсен), рум, гуарану и батидас. Гуарана је безалкохолно пиће са кофеином направљено од семена гуаране, а батида је врста воћног пунча.

## Типични и популарни десерти
Бразил има разне бомбоне као што су бригадејрос (чоколадне куглице), кокада (слаткиш од кокоса), бејжињос (кокосови тартуфи и каранфилић) и ромеу е жулиета (сир са џемом од гуаве познат као гојабада). Кикирики се користи за прављење пасоке, рападуре и пе-де-молекуа. Локално уобичајено воће као што су асаји, купуасу, манго, папаја, какао, индијски орах, гуава, наранџа, маракуја и ананас претвара се у сокове и користи се за прављење чоколаде и сладоледа.

### Типичне торте
- Nega maluca (чоколадна торта са чоколадним преливом)
- Pão de mel (торта од меда, помало налик на медењак, обично преливена отопљеном чоколадом)
- Bolo de rolo (ролна торта, танка маса умотана отопљеном гуавом)
- Bolo de cenoura (колач од шаргарепе са чоколадним корицама направљених од путера и какаа)
- Bolo prestígio (торта прекривена верзијом бригадејра, која замењује какао прах за рендани кокос)
- Bolo de fubá (колач од кукурузног брашна)
- Bolo de milho (кукурузни колач у бразилском стилу)
- Bolo de maracujá (торта од маракује)
- Bolo de mandioca (колач од касаве)
- Bolo de queijo (буквално "торта од сира")
- Bolo de laranja (торта од поморанџе)
- Bolo de banana (банана торта са циметом)

### Други популарни и традиционални десерти
- Шљиве, папаја, манго, наранџа, цитрон, крушка, бресква, тиква, слатки кромпир се обично једу са свежим сиром или Dulce de leche
- Quindim (крема од јаја са кокосом)
- Brigadeiro (бразилски чоколадни бомбон)
- Biscoitos de maizena (колачићи од кукурузног шкроба)
- Beijinho (кокос "тартуфи" са каранфилићем)
- Cajuzinho (тартуфи од кикирикија и индијског ораха)
- Cocada (кокосово слатко)
- Olho-de-sogra
- Pudim de pão (буквално „пудинг за хлеб“, пита направљена од хлеба „од јуче“ потопљеног у млеко уместо у брашно (плус други типични састојци за питу попут јаја, шећера итд.) са сушеним кришкама наранџе и каранфилићем)
- Manjar branco (кокосов пудинг са карамелним поклопцем и сувим шљивама)
- Doce de leite
- Arroz-doce (сутлијаш)
- Canjica (слично пудингу од пиринча, али направљен од белог кукуруза)
- Romeu e Julieta: goiabada (гуава слатко) са белим сиром (најчешће Минас сир)
- Torta de limão (буквално 'пита од лимете', прхко пециво са кремастим филом са укусом лимете)
- Pé-de-moleque (направљен од кикирикија и шећерне карамеле)
- Paçoca (слично шпанским полворонима, али направљени од кикирикија уместо бадема и без додавања масти)
- Pudim de leite крем карамела на бази кондензованог млека, француског порекла)
- Brigadeirão (Pudim de leite са чоколадом или чоколадном тортом)
- Rapadura
- Doce de banana (различите врсте слаткиша од банане, чврсте или кремасте)
- Maria-mole
- Pamonha (традиционална бразилска храна направљена од свежег кукуруза и млека умотаног у кукурузне љуске и кувана). Може бити слано или слатко.
- Papo-de-anjo
- "Açaí na tigela" (обично се састоји од мешавине асајија (разилског воћа) са бананама и житарицама или јагодама и житарицама (обично гранола или муслик))
- Крема од авокада (авокадо, лимета и кондиторски шећер; измешано и охлађено)

## Вегетеријанство
Иако се многа традиционална јела припремају са месом или рибом, није тешко живети ни од вегетаријанске хране, барем у средњим и већим градовима Бразила. Богата је понуда свих врста воћа и поврћа, а на градским улицама се могу наћи и лепиње са сиром; у неким градовима чак и верзија од соје.
Током 2000-их, Сао Пауло, Рио де Жанеиро и Порто Алегре су добили неколико вегетаријанских и веганских ресторана. Међутим, изван великих метропола, вегетаријанство није баш уобичајено у земљи. Неће сваки ресторан понудити вегетаријанска јела и може се испоставити да неки наизглед вегетаријански оброци садрже нежељене састојке, на пример, коришћење масти за кување пасуља. Обично се под „месо“ подразумева „црвено месо“, тако да неки људи могу претпоставити да вегетаријанац једе рибу и пилетину. 

## Дневни оброци
Доручак,¹  café-da-manhã (буквално, „јутарња кафа“): Сваки регион има свој типичан доручак. Обично се састоји од лаганог оброка, а није реткост да се попије само воћни сок, шоља кафе и узме кришка хлеба.  Традиционални производи укључују тропско воће, типичне колаче, крекере, хлеб, путер, нарезке, сир, рекежао, мед, џем, doce de leite, кафу (обично заслађену и са млеком), сок, чоколадно млеко или чај.
Једанаест или бранч,² јутарња ужина: Обично се једе између 9 и 11 ујутро, састоји се од сличних намирница које људи једу за доручак.  
Подневна вечера или ручак,¹: Ово је обично највећи оброк и најчешће се креће од 11 до 14 часова. Традиционално, људи ће се враћати својим кућама да ручају са својим породицама, мада данас то већини људи није могуће, у ком случају је уобичајено да ручају у групама у ресторанима или кафетеријама. Пиринач је основна намирница у бразилској исхрани, иако није неуобичајено да се уместо тога једе тестенина. Обично је уз пасуљ и уз салату, протеине (најчешће црвено месо или пилетина) и прилог, попут паленте, кромпира, кукуруза итд...  
Чај,²  lanche-da-tarde или café-da-tarde (буквално „поподневна ужина“ или „поподневна кафа“): То је оброк између ручка и вечере, и у суштини све што људи једу за доручак, једу и поподне као ужину. Ипак, воће је мање уобичајено.
Ноћна вечера или вечера,¹ jantar: За већину Бразилаца вечера је нека лагана храна. Најчешћа јела су сендвичи, супе, салате, тестенине, хамбургери или хот-догови, пица или поновљена храна за подневне вечере.
Касна вечера,² ceia: Бразилци једу супе, салате, тестенине и оно што би се јело у једанаест да је њихова вечера била лагана рано увече и касно је увече или зора. Везано је за Божић и Нову годину.
- ¹ Главни оброци, који се служе скоро свуда, и једу се у скоро свим домаћинствима изнад границе сиромаштва.
- ² Секундарни оброци. Људи обично једу у време чаја, док једанаестерци и касне вечере зависе од специфичности нечије дневне рутине или одређене дијете.

## Галерија
- Бразилски слаткиш камафеус де нозес (порт. сamafeus de nozes).
- Бразилски слаткиш кузкуз паулиста (порт. сuscuz paulista).
- Рибе у Манаусу.
- Јело од говедине звано пикања (порт. рicanha).
- Бразилско јело вирадо а паулиста (порт. virado a paulista).
- Бразилски слаткиш.
- Бразилско јело фејжоада.
- Бразилска торта Palha Italiana.
- Бразилски слаткиш чипа со (порт. сhipa so'o).
- Бразилски слаткиш бомбом де коко (порт. bombom de coco).